# 1925
1925 (MCMXXV) a fost un an obișnuit al calendarului gregorian, care a început într-o zi de joi. 

## Evenimente

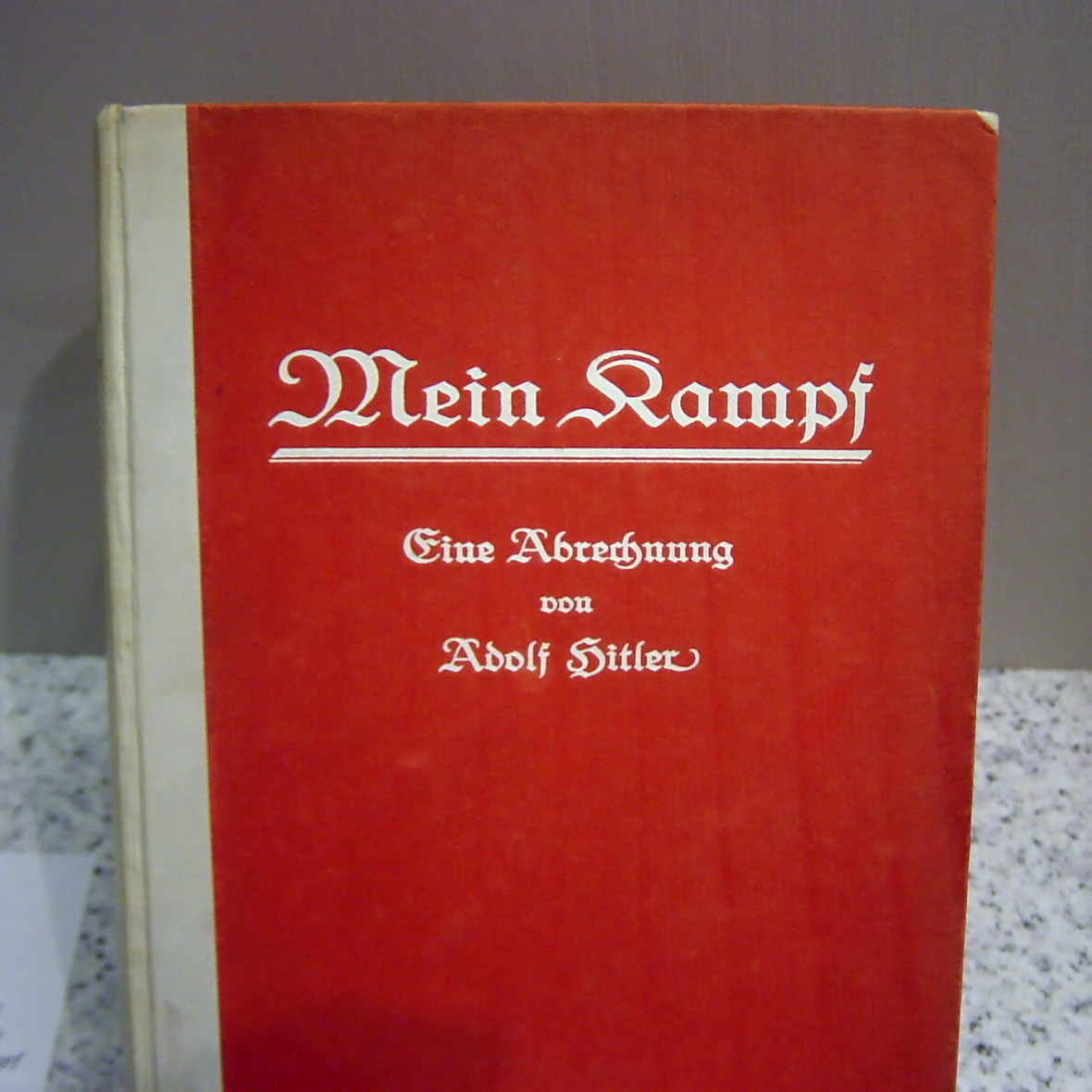
18 iulie: Este publicată prima ediție a cărții Mein Kampf, de Adolf Hitler.

### Ianuarie
- 1 ianuarie: Înființarea legației (misiune diplomatică) române de la Tirana.
- 3 ianuarie: Benito Mussolini a scos în afara legii partidele de opoziție, Partidul Fascist devenind unicul partid activ în Italia.

### Februarie
- 5 februarie: Stabilirea de relații diplomatice la nivel de legație între România și Chile.
- 25 februarie: Mitropolia Ungrovlahiei este ridicată la rangul de patriarhie. Miron Cristea devine, în calitatea sa de primat al României, patriarh al Bisericii Ortodoxe Române.

### Martie
- 13 martie: Predarea teoriei evoluționiste în școlile publice din Tennessee a fost interzisă prin lege.

### Aprilie
- 16 aprilie: Atentatul de la Sofia se soldează cu sute de morți și răniți.
- 22 aprilie: Eveniment în lumea automobilisticii: uzinele Ford, din Anvers, au fabricat 50.000 mașini de serie.

### Iunie
- 6 iunie: A fost fondată compania americană producătoare de automobile, "Chrysler".

### Decembrie
- 1 decembrie: Sunt semnate la Londra Acordurile adoptate la Conferința de la Locarno (Elveția) între Franța, Marea Britanie, Belgia, Italia, Polonia, Cehoslovacia și Germania, ce prevedeau respectarea granițelor stabilite prin Tratatul de la Versailles și a Acordurilor de demilitarizare a zonei Rinului.
- 8 decembrie: Înființarea Institutului de Statistică Generală.
- 19 decembrie: Apare, la București, săptămânalul "Cetatea literară", condus de scriitorul Camil Petrescu (până în iulie 1926).
- 30 decembrie: Consiliul de Coroană a ratificat renunțarea Prințului Carol la succesiunea tronului în favoarea fiului său, Mihai. Carol s-a stabilit în Franța, sub numele de Carol Caraiman.

### Nedatate
- Chrysler Corporation. Companie de automobile fondată de Walter P. Chrysler, din 2011 grupul FIAT are o participație de 25%.
- Nissan Motor Co. Ltd. Corporație industrială japoneză constructoare de mașini. Fondată prin fuziunea a două firme mai mici, a adoptat numele actual în 1933. În 1999, compania franceză, Renault, a cumpărat 37% din acțiunile companiei.
- SS (Schutzstaffel). Corp paramilitar al Partidului Național-Socialist German, înființat de Adolf Hitler, ca un corp de gardă personală.

## Arte, științe, literatură și filozofie
- 18 iulie: Adolf Hitler publică prima ediție a cărții Mein Kampf.
- 16 august: Premiera filmului "Goana după aur", al 72-lea film al lui Charlie Chaplin.
- F. Scott Fitzgerald (Francis Scott Key Fitzgerald) publică Marele Gatsby.
- Theodore Dreiser publică O tragedie americană.

## Nașteri

### Ianuarie
- 1 ianuarie: Maria Peter (n. Maria Onu), interpretă română de muzică populară și romanțe din zona Năsăudului (d. 2005)
- 14 ianuarie: Yukio Mishima, scriitor japonez (d. 1970)
- 26 ianuarie: Paul Newman, actor american de film (d. 2008)

### Februarie
- 3 februarie: Ștefan Mihăilescu-Brăila, actor român de teatru și film (d. 1996)
- 8 februarie: Jack Lemmon, actor american de film și TV (d. 2001)
- 10 februarie: Vasile Bărbat, istoric român (d. 1963)
- 20 februarie: Robert Altman, regizor american de film (d. 2006)
- 25 februarie: Noël Bernard, jurnalist și analist politic român de etnie evreiască (d. 1981)
- 27 februarie: Marin Constantin, dirijor român, fondatorul Corului Național de Cameră Madrigal (d. 2011)

### Martie
- 1 martie: Solomon Marcus, matematician român (d. 2016)
- 9 martie: Jack Smight, regizor american de film și televiziune (d. 2003)
- 12 martie: Constantin Chiriță, prozator român (d. 1991)
- 12 martie: Leo Esaki (n. Leona Esaki), fizician japonez, laureat al Premiului Nobel (1973)
- 28 martie: Victor Tulbure (n. Victor Popescu), poet român (d. 1997)

### Aprilie
- 28 aprilie: Bruce Kirby, actor american de televiziune (d. 2021)

### Mai
- 17 mai: Michel de Certeau, teolog și antropolog francez, istoric al religiilor (d. 1986)

### Iunie
- 3 iunie: Tony Curtis (n. Bernard Schwartz), actor american de film (d. 2010)
- 8 iunie: Barbara Bush, soția președintelui american George H. W. Bush (d. 2018)
- 16 iunie: A. E. Baconski (Anatol Eftimie Baconski), poet, eseist, traducător român (d. 1977)
- 16 iunie: Jean d’Ormesson, scriitor și jurnalist francez (d. 2017)

### Iulie

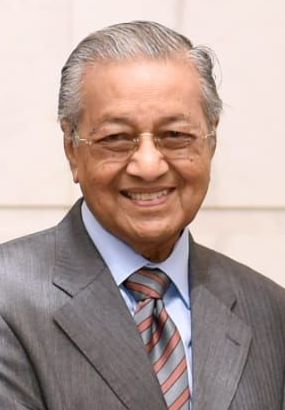
Mahathir Mohamad

- 10 iulie: Mahathir Mohamad, prim-ministru al Malaysiei
- 29 iulie: Carmen Stănescu, actriță română de teatru și film (d. 2018)
- 29 iulie: Mikis Theodorakis (n. Mihail Theodorakis), compozitor grec (d. 2021)

### August
- 2 august: Jorge Rafael Videla, dictator argentinian (d. 2013)
- 15 august: Oscar Peterson, pianist și compozitor de jazz canadian (d. 2007)
- 21 august: Toma Caragiu, actor român de teatru și film (d. 1977)

### Septembrie
- 16 septembrie: B. B. King (n. Riley B. King), interpret, compozitor și multi-instrumentist de etnie afro-americană (d. 2015)
- 21 septembrie: Iosif Sîrbu, sportiv român (tir), (d. 1964)
- 27 septembrie: Alexandru Vișinescu, torționar român, (d. 2018)

### Octombrie
- 1 octombrie: Finn Carling, scriitor norvegian (d. 2004)
- 13 octombrie: Margaret Thatcher (n. Margaret Hilda Roberts), prim-ministru al Marii Britanii (1979-1990), (d. 2013)
- 15 octombrie: Magda Ádám, scriitoare maghiară (d. 2017)
- 25 octombrie: Ioan Chirilă, jurnalist sportiv român (d. 1999)

### Noiembrie
- 1 noiembrie: Nicolae Stroescu-Stînișoară, jurnalist român, disident politic (d. 2014)
- 6 noiembrie: Michel Bouquet, actor francez (d. 2022)
- 10 noiembrie: Richard Burton (n. Richard Walter Jenkins, jr.), actor american de film și teatru, de origine britanică (d. 1984)
- 17 noiembrie: Rock Hudson (n. Roy Harold Scherer, jr.), actor american de film și TV (d. 1985)
- 20 noiembrie: Robert Francis Kennedy, om politic american, fratele lui JFK (d. 1968)
- 20 noiembrie: Maia Plisețkaia, balerină rusă (d. 2015)

### Decembrie
- 1 decembrie: Andrei Scrima, monah și teolog român (d. 2000)

### Nedatate
- Eugenia Popescu-Județ, 86 ani, antropolog, autoare de cărți de non-ficțiune, prim-balerină, coreograf, dansator, folclorist și profesoară de dans româncă (d. 20 decembrie 2011)

## Decese
- 19 ianuarie: Maria Sofia de Bavaria, 83 ani, soția regelui Francisc al II-lea al Celor Două Sicilii (n. 1841)
- 7 martie: Gheorghi Evghenievici Lvov, 63 ani, întâiul prim-ministru al Rusiei post-imperiale (1917), (n. 1861)
- 12 martie: Sun Yat-sen, 58 ani, revoluționar chinez (n. 1866)
- 30 martie: Rudolf Steiner, 64 ani, filosof austriac (n. 1861)
- 10 mai: Alexandru Marghiloman, 70 ani, om politic român, prim-ministru (1918), (n. 1854)
- 4 iunie: Gheorghe Dima, 77 ani, dirijor și compozitor român (n. 1847)
- 17 iunie: Anghel I. Saligny, 71 ani, inginer constructor român (n. 1854)
- 4 iulie: Pier Giorgio Frassati, 24 ani, activist social (n. 1901)
- 26 iulie: Gottlob Frege, 76 ani, matematician, filosof german (n. 1848)
- 17 august: Ioan Slavici, 77 ani, scriitor clasic al literaturii române (n. 1848)
- 20 noiembrie: Alexandra a Danemarcei, 80 ani, soția regelui Eduard al VII-lea al Regatului Unit (n. 1844)
- 5 decembrie: Wladyslaw Stanislaw Reymont, 58 ani, scriitor polonez, laureat al Premiului Nobel (1924), (n. 1867)
- 19 decembrie: Prințesa Theresa de Bavaria, 75 ani, prințesă bavareză, etnolog, zoolog și botanist german (n. 1850)
- 28 decembrie: Serghei Esenin, 30 ani, poet rus (n. 1895)

## Premii Nobel
- Fizică: James Franck, Gustav Hertz (Germania)
- Chimie: Richard Zsigmondy (Austria)
- Medicină: Premiul în bani a fost alocat Fondului Special aferent acestei categorii
- Literatură: George Bernard Shaw (Irlanda)
- Pace: Sir Austen Chamberlain (Regatul Unit), Charles Gates Dawes (SUA)